# Pitial
L'ordre de les Pitials compren fongs paràsits. El gènere més ampli és Pythium amb 125 espècies, entre les quals hi ha d'aquàtics, paràsits d'algues, i altres que viuen al sòl (P. debaryanum) i, en condicions d'humitat elevada i temperatura suficient, ataquen el coll de l'arrel de les plàntules, que es torna grisenc i després negre i moll, col·lapsant la part aèria en poc de temps. És la temuda podridura dels planters.